# Neolamarckia cadamba

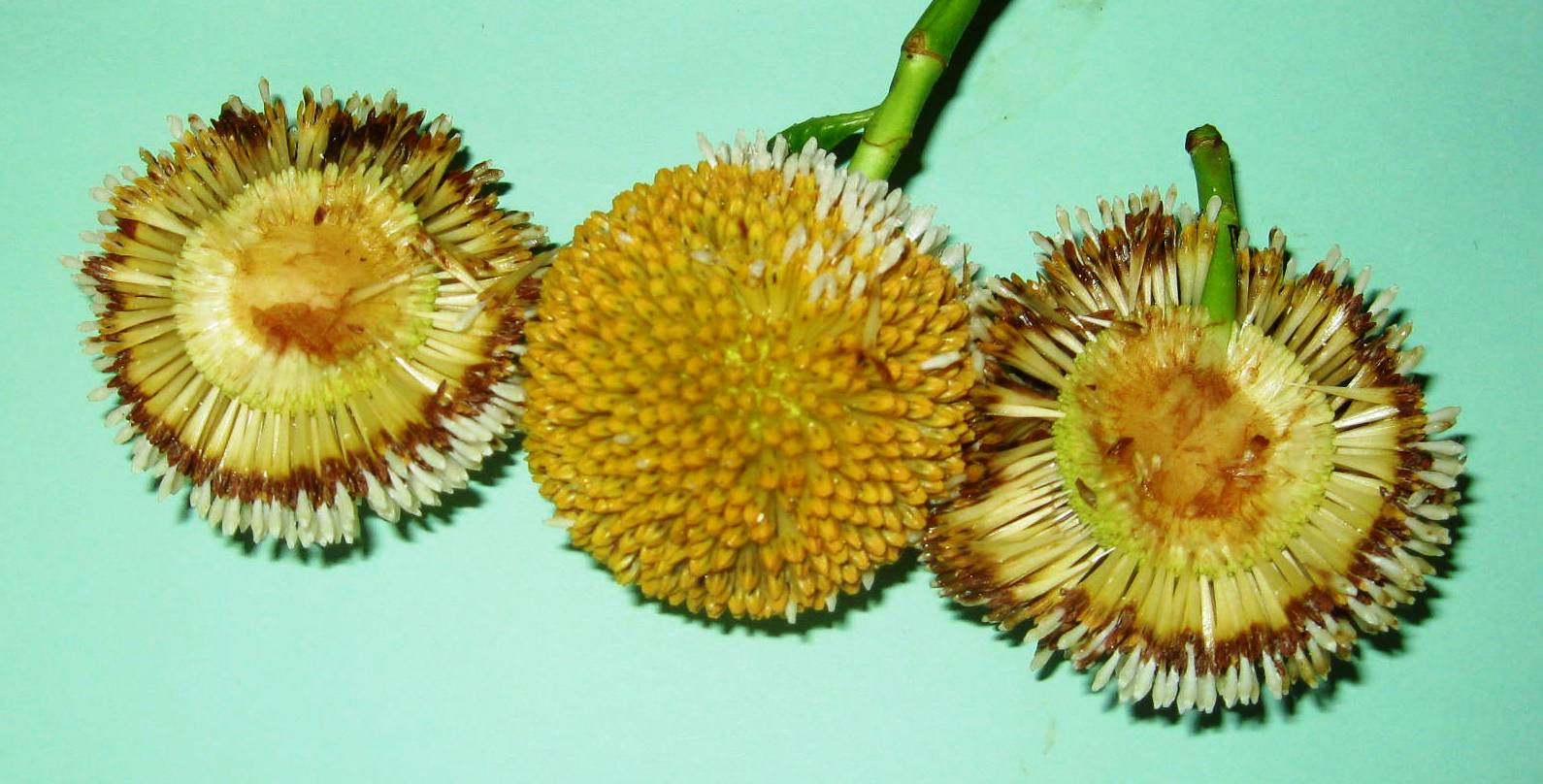
En full Kadam med två halverade

Neolamarckia cadamba är en måreväxtart som först beskrevs av William Roxburgh, och fick sitt nu gällande namn av Jean Marie Bosser. Neolamarckia cadamba ingår i släktet Neolamarckia och familjen måreväxter. Inga underarter finns listade i Catalogue of Life.